# Симеон (Костадінов)
Митрополит Симеон (болг. Христо Димитров Костадинов); 17 вересня 1926, Варна — 16 квітня 2016, Фенікс, США) — єпископ Православної церкви Болгарії, митрополит Західно- та Середньоєвропейський.

## Біографія
Закінчив Софійську духовну академію. 6 грудня 1954 прийняв чернечий постриг з ім'ям Симеон. 12 лютого 1955 був висвячений у сан ієродиякона.
У 1957-1958 стажувався в Московській духовній академії.
8 жовтня 1958 висвячений патріархом Московським Алексієм I у сан ієромонаха.
У 1959 повернувся в Болгарію і призначений викладачем Софійській духовній семінарії.
1 листопада 1961 був висвячений у архімандрита.
З 22 січня 1966 — протосингел Нью-Йоркської єпархії.
14 січня 1973 у кафедральному соборі святого Олександра Невського був висвячений у єпископа Главініцького і призначений вікарієм Нью-Йоркської і місцеблюстителем Акронської митрополій.
22 грудня 1979 призначений патріаршим вікарієм, керуючим болгарськими церковними громадами в Західній Європі.
17 квітня 1986 призначений правлячим єпископом Західноєвропейським з возведенням у сан митрополита.
30 травня 1994 титул змінений на «Західно- та Середньоєвропейський», а кафедра перенесена в Берлін.
24 червня 2005 вийшов на пенсію за станом здоров'я, зберігаючи за собою колишній титул. Однак 27 жовтня того ж року знову очолив Західно- та Середньоєвропейську єпархію.
1 грудня 2009 Священний Синод Болгарської православної церкви звільнив митрополита Симеона і його вікарія Тихона (Іванова) від займаних посад. Підставою для рішення стало багаторічне проживання митрополита Симеона поза своєю єпархією, так як він, за станом здоров'я, перебував і лікувався в місті Фенікс, США.
20 квітня 2010 митрополиту Симеону було заборонено священнослужіння за непослух Синоду і спробу неканонічного переходу в юрисдикцію іншої помісної Церкви.
11 червня 2013 рішенням Синоду Болгарської православної церкви був відправлений на пенсію за станом здоров'я.